# توماس بی. کاترون
توماس بنتون کاترون (به انگلیسی: Thomas Benton Catron) سناتور سابق عضو حزب جمهوری‌خواه ایالات متحده آمریکا بود. وی در سال ۱۹۱۲ تا ۱۹۱۷ میلادی سناتور ایالت نیومکزیکو در سنای ایالات متحده آمریکا بود.